# 友恭學校

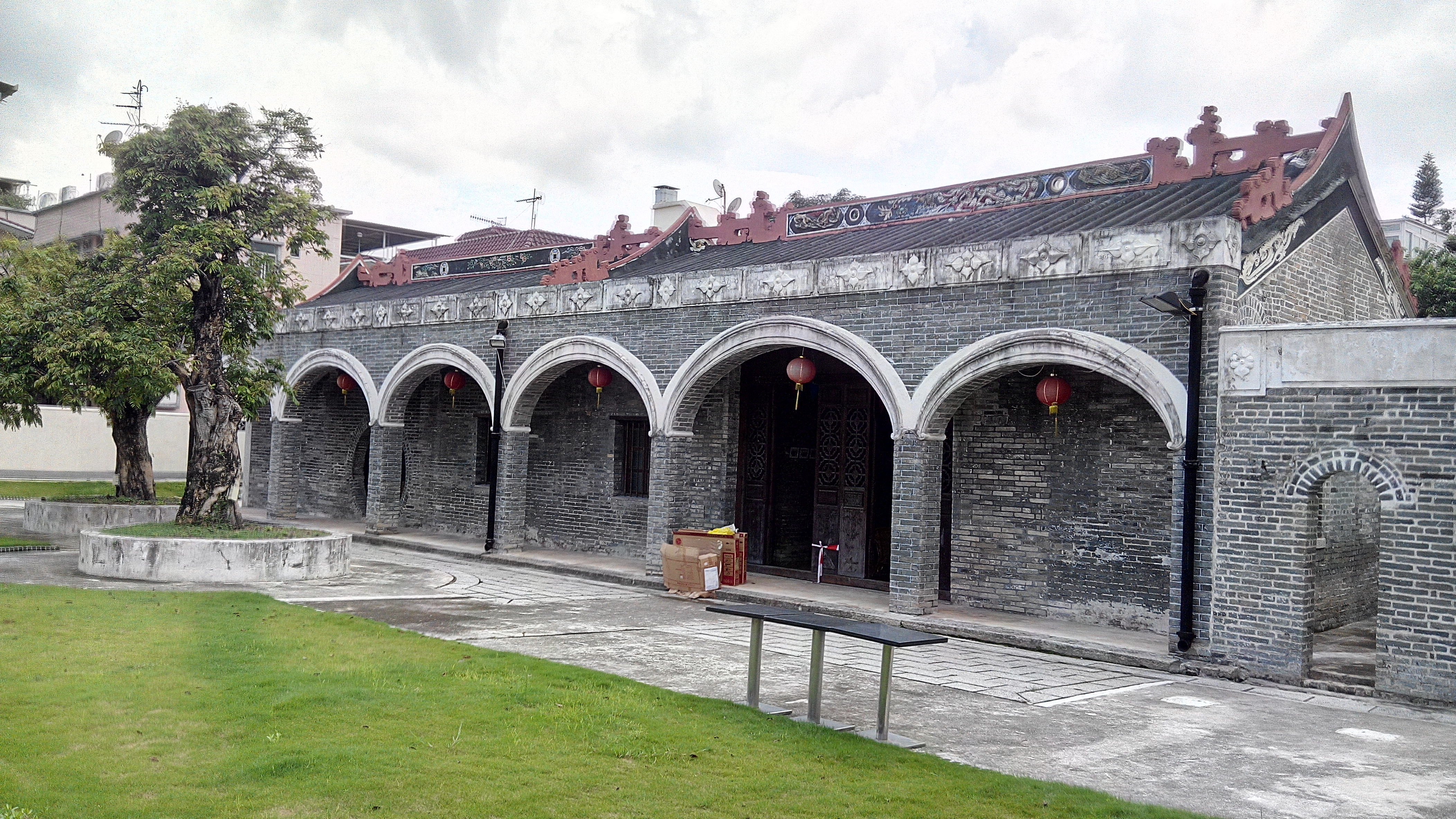
友恭學校

友恭學校是附屬廈村鄧氏宗祠的一座傳統學校建築，位於新界元朗廈村，於2008年2月1日聯同祠堂和其鄰接的禮賓樓成為香港法定古蹟。

## 歷史
友恭學校取名源自又名｢友恭堂｣的祠堂，相信在民國十三年（1924年）之前已建成，主要為當地兒童提供教育而興建，初期是由友恭堂延聘老師前來任教的傳統卜卜齋家塾，二戰後港英政府鼓勵和資助新界辦學，友恭學校便轉型成為新式小學。在高峰時期，祠堂部份亦改作課室，而禮賓樓則用作學校的教師宿舍。當年男教師在禮賓樓留宿，而女教師則住在友恭學校。
友恭學校全盛時約有1,000名學生，因學生眾多，於1964年遷往新生村新建校舍較大的分校，而原校則改為幼稚園。但到了1980年代，隨著鄉村適齡入學兒童減少，許多村校陸續關閉，友恭堂屬下的兩所學校亦先後結束，原友恭校舍獲得保留，經修復後有一半用作友恭校友會的會址，而另一半則展示昔日舊照，提供廈村歷史建築導賞的講座。

## 建築
友恭學校以青磚築砌，有兩組屋脊，綴有吉祥及幾何圖案的灰塑。校舍最初是一座三開間建築，至1952年成為政府資助學校時，曾加以擴建。其山牆上仍保存著草尾灰塑裝飾。
學校於關閉後曾長期被棄置，導致校舍破落，而屋前的拱形走廊亦倒塌。直到政府出資修復，工程於2011年6月完成，才令到面貌煥然一新。

## 著名/傑出校友
- 朱景玄：香港教育界人士（1966年小六、特別中一年級）[1]

## 外部連結
- 〈元朗鄧氏宗祠 列歷史建築〉，《星島日報》，2008年12月8日
- 〈廈村鄧氏宗祠列為歷史建築〉，《明報》，2008年12月7日